# Switch (manga)
Pour les articles homonymes, voir Switch.
Switch (スイッチ, Suitchi) est un shōnen manga écrit par Otoh Saki et dessiné par Tomomi Nakamura.

## Intrigue
Eto Kai, jeune enquêteur, rejoint la 1re section du "Kanto Shinetsu Bureau régional de santé et du département du contrôle des narcotiques" surnommé la "Matori".

## Liste des personnages
- Eto Kai : nouvel enquêteur à la Matori, naïf et gentil. Très bon enquêteur de la Matori.
- Kurabayashi Haru : ("Hal") nouvel investigateur criminel de la 1re section de la Matori. Il est toujours en train de fumer et fait partie des meilleurs enquêteurs de la Matori.
- Kajiyama Keigo : chef de la 1re Section de la Matori
- Lliki Masataka : directeur de la Matori.
- Kuzui Mari : expert en stupéfiants à la Matori
- Narita Akimune : 38 ans, célibataire, détective ("police deadquarters")